# الحتاحتة
قرية الحتاحتة هي إحدى القرى التابعة لمركز سمالوط بمحافظة المنيا في جمهورية مصر العربية. حسب إحصاءات سنة 2006، بلغ إجمالي السكان في الحتاحتة 6546 نسمة، منهم 3441 رجلا و3105 امرأة.